# Alpaida weyrauchi
Alpaida weyrauchi este o specie de păianjeni din genul Alpaida, familia Araneidae, descrisă de Levi, 1988.
Este endemică în Peru. Conform Catalogue of Life specia Alpaida weyrauchi nu are subspecii cunoscute.